# Tom Wedberg

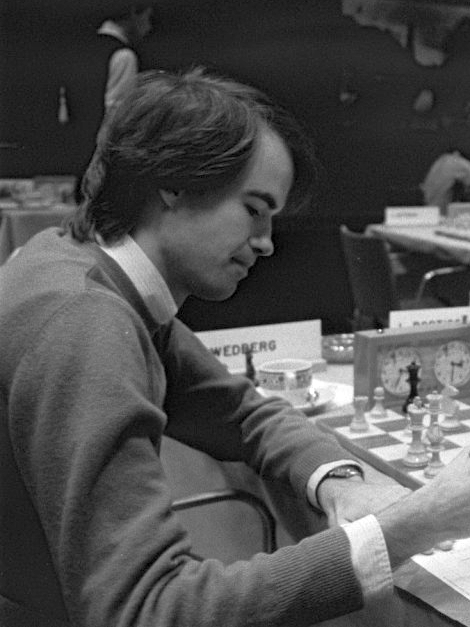
Tom Wedberg, Amsterdam 1984

Tom Birger Wedberg (Stockholm, 26 november 1953) is een Zweedse schaker. In 1978 werd hij internationaal meester, in 1995 grootmeester.
In april 2002 bereikte Wedberg een FIDE-rating van 2540.
Met het Zweedse nationale team nam hij deel aan de Schaakolympiades van 1978, 1980, 1982, 1988, 1990 en 1992 en het Europees schaakkampioenschap voor landenteams van 1980, 1989 en 2001.
Wedberg komt in de Elitserien uit voor Wasa SK.

## Resultaten
- In 1981 en 1982 won hij het Politiken Cup in Kopenhagen[3]
- In 1989/90 won hij het Rilton Cup in Stockholm
- In 2000 won hij de Zweedse kampioenschap schaken in Örebro[4]